# Cờ tư lệnh

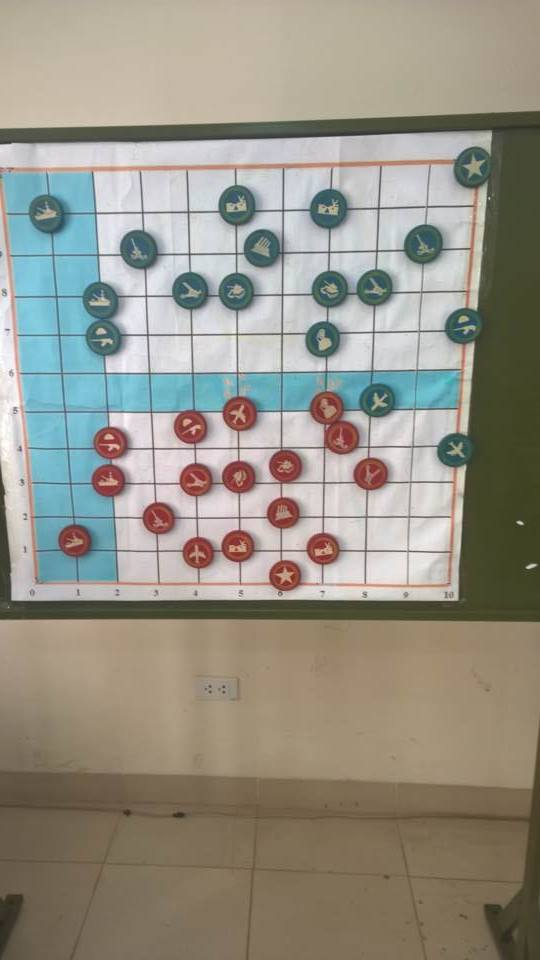
Bàn cờ

Cờ tư lệnh (tên tiếng Anh: commander chess) là một loại trò chơi dùng bàn cờ, do Đại tá, nhà văn Nguyễn Quý Hải người Việt Nam sáng tạo ra. Về luật chơi và hình thức chơi thì loại cờ này có thể phù hợp với mọi lứa tuổi.
Cờ Tư lệnh đã đăng ký bản quyền và được Cục bản quyền tác giả văn học nghệ thuật, Bộ Văn hóa, Thể thao và Du lịch Việt Nam chính thức công nhận ngày 16 tháng 11 năm 2010.

## Lịch sử

Tác giả trò chơi Nguyễn Quý Hải (trái)

Đã từ lâu Việt Nam đã có một môn cờ dân gian, gọi là cờ quân sự. Bàn cờ quân sự giống như bàn cờ tướng, mang dấu ấn của trái đất vuông trong quan niệm cổ. Quân cờ có các quân không theo quân binh chủng, mà nặng theo cấp bậc địa vị từ úy, đến tá, tướng. Đại tướng cao nhất ăn được từ thượng tướng trở xuống đến tá và úy. Lối chơi truyền thống của cờ quân sự là chơi cờ úp bằng tấm bìa gấp. Các quân ăn nhau theo phán đoán và may rủi.
Có thể rút ra ba nhược điểm cơ bản của môn cờ này.
- Thứ nhất: Cờ quân sự phản ánh ý thức hệ tư tưởng địa vị, chủ nghĩa cá nhân, làm liên tưởng đến đấu đá giữa các cấp. Cấp dưới thua cấp trên là bất bình đẳng không thể chấp nhận và chẳng nói lên được điều gì
- Thứ hai: Cờ quân sự không phản ánh được địa lý  của dân tộc.
- Thứ ba: Cờ quân sự không có một bộ quy tắc, bộ luật chơi hoàn chỉnh được cộng đồng chấp nhận

Có lẽ vì thế mà cờ quân sự không phát triển và đi dần vào quên lãng.
Từ 2010 tại Việt Nam xuất hiện một môn cờ mới có tên gọi là cờ tư lệnh. Tại sao lại gọi là cờ tư lệnh, theo đại tá nhà văn Nguyễn Quý Hải người sáng lập môn cờ này, tư lệnh là người chỉ huy trực tiếp tạo nên thắng lợi ngoài chiến trường, còn tướng là hàm, văn nghệ sĩ cũng có thể là tướng, đất nước nào cũng cần những tư lệnh giỏi để bảo vệ đất nước.
Cờ tư lệnh nhanh chóng được cục Bản quyền cấp chứng chỉ, và ngay từ những ngày đầu, trên mạng truyền thông của Đức đã xuất hiện bài phỏng vấn tác giả với 32 câu của tiến sĩ Rene Gralla chuyên gia nghiên cứu cờ quốc tế.
Mấy điểm khác biệt cơ bản có tính cách mạng của Cờ tư lệnh là:
- Cờ tư lệnh có thể ăn quân phải thế chỗ (như cờ tướng) cũng có thể đứng tại chỗ ăn quân (Do đặc điểm bàn cờ có vùng biển)
- Do quân cao xạ, tên lửa có vòng lửa trên không nên có quy tắc: quân ăn được cả mục tiêu dưới đất, cả mục tiêu trên trời. Máy bay chạm vòng lửa đối phương sẽ bị cháy, ăn quân trong vòng lửa phải một đổi một.
- Khi cần đẩy nhanh tốc độ tác chiến các quân có thể cõng nhau mà đi. Đến lượt đi các quân trong tổ hợp có thể đi và ăn quân ở các hướng khác nhau.
- Có luật quân anh hùng. Các quân nào chiếu được tư lệnh đối phương đều được phong anh hùng. Được nâng tầm đi và ăn một nấc, được đi và ăn cả thẳng và chéo 45 độ. Máy bay chiếu được tư lệnh sẽ thành máy bay tàng hình, bay qua vùng lửa không bị cháy, ăn quân trong vùng lửa không phải một đổi một.
- Có dạng kết thúc cờ mở: Kết thúc nhanh (dạng chơi ngắn khoảng 10 đến 15 phút) ngay khi ván cờ đã đạt mục tiêu chiến thuật từng trận (trận hải chiến, không chiến, tác chiến trên bộ...), kết thúc chậm (lối chơi tổng lực thường 30 phút) chỉ khi tiêu diệt được tư lệnh đối phương hoặc hết thời gian quy định.
- Cờ tư lệnh không đơn thuần là trò chơi giải trí trí tuệ mà còn gắn với địa lý thiên nhiên, gắn với lịch sử dân tộc và hơi thở thời đại.

Cờ tư lệnh với số quân với bàn cờ đa dạng, người chơi tiếp thu lúc đầu khó khăn nhưng là cơ hội để người chơi nâng trần trí tuệ. Cờ tư lệnh đã nhanh chóng được cộng đồng đón nhận, đã có những hội thi cờ tư lệnh từ cấp cơ sở đến cấp thành phố, cấp khu vực mở rộng, có cả kỳ thủ ở miền Nam, ở châu Âu như Croatia, Slovenis tham gia. Luật chơi đã được dịch ra bốn thứ ngôn ngữ (Anh, Pháp, Nga, Trung), đã được nhà kinh doanh Hoa Kỳ Rick Knowlton (Ancient chess) tạo 8 clips dạy luật chơi bàng tiếng Anh trên internet.

## Bàn cờ
Bàn cờ hình chữ nhật, gồm 11 đường dọc và 12 đường ngang cắt nhau tạo thành 132 giao điểm. Có một khoảng trống ước lệ, đó là sông (màu xanh đậm). Sông nằm ngang, chia bàn cờ thành hai phần đối xứng bằng nhau gọi là chiến tuyến. Trên sông (chiến tuyến) có hai đoạn nước nông, dưới có nền đá, được gọi là ngầm. Phần còn lại của sông là nước sâu.
Phía bên trái bàn cờ của người chơi thứ nhất tức bên phải bàn cờ của người chơi thứ hai có hai dãy ô vuông chạy dọc suốt hai chiến tuyến được quy ước là biển (in màu xanh đậm).
Trục tung của bàn cờ được đánh số từ 0 đến 11. Trục hoành đánh số từ từ 0 đến 10. Gốc của trục tọa độ là góc dưới cùng bên trái bàn cờ bên vùng biển (đánh số từ 0).
Mỗi một giao điểm đều có tên tọa độ, tọa độ theo quy định đọc số trục tung trước, số trục hoành sau. Điểm gốc là 0,0, điểm cao nhất là 11,10. Cách ghi và đọc mẫu tọa độ một số điểm trong hình 1 Ví du: điểm 3,5 (ba năm); điểm 0,0 (không không); điểm 0,7 (không bảy); điểm 0,10 (không mười); điểm 11,10; điểm 11,0; điểm 8,4 (tám bốn).

## Quân cờ
Quân cờ cờ tư lệnh hình tròn như cờ tướng. Có 38 quân, 19 quân Đỏ, 19 quân Xanh bao gồm 11 loại quân tượng trưng cho các quân binh chủng hiện đại: quân bộ binh (2), pháo binh (2), công binh (2), xe tăng (2), cao xạ (2), không quân (2), hải quân (2), sở chỉ huy (2), tên lửa phòng không (1), dân quân (1), tư lệnh (1). Quân cờ của bên Xanh hoặc bên Đỏ, chỉ khác nhau về màu sắc, còn ký hiệu biểu tượng, cách đi và cách ăn quân đối phương của chúng hoàn toàn giống nhau.
| Quân cờ    | Ký hiệu | Biểu tượng | Số lượng mỗi bên |
| ---------- | ------- | ---------- | ---------------- |
| Tư lệnh    | ★       |            | 1                |
| Bộ binh    | B       |            | 2                |
| Xe tăng    | T       |            | 2                |
| Dân quân   | D       |            | 1                |
| Công binh  | C       |            | 2                |
| Pháo binh  | A       |            | 2                |
| Cao xạ     | F       |            | 2                |
| Tên lửa    | L       |            | 1                |
| Không quân | K       |            | 2                |
| Hải quân   | H       |            | 2                |
| Sở chỉ huy | S       |            | 2                |

Trong số 19 quân, có hai quân sở chỉ huy, chỉ đứng tại chỗ làm vật cản, không được đi và ăn quân đối phương. Trong số 11 loại quân, có 10 loại quân là quân đơn và một loại là quân tổ hợp, quân 3 trong 1, đó là quân hải quân vì trên tàu chiến của hải quân có ba loại hỏa khí: tên lửa hải đối hải, pháo hạm  (đối đất) và cao xạ (đối không).
Với đối tượng là học sinh tiểu học và với đối tượng là cộng đồng chơi trực tuyến trên mạng được chơi với đội hình cơ bản rút gọn: mỗi bên bỏ bớt 2 quân công binh (có hình cầu phao), vậy mỗi bên chỉ còn 17 quân.

## Nguyên tắc chơi

Bàn cờ của trò chơi cờ tư lệnh

Đây là trò chơi dùng bàn cờ đối kháng hai người, gồm bên đỏ và bên xanh. Mỗi bên tìm chiến thuật điều khiển quân trên bàn cờ theo luật chơi để đạt mục đích làm thất bại mục tiêu chiến lược của đối phương hoặc tiêu diệt tư lệnh của đối phương.
Cờ Tư lệnh có hai dạng: đi và ăn quân thẳng theo trục tọa độ, đi và ăn quân chéo 45 độ. Không có dạng đi lệch như mã trong cờ tướng. Cờ tư lệnh có thể đi thẳng, đi tiến, đi ngang, đi lui, có thể cõng nhau đi (bộ binh có thể lên máy bay, máy bay có thể lên tàu chiến), có thể ăn quân phải thế chỗ, cũng có thể đứng tại chỗ ăn quân (quân hải quân và quân trên bộ), ăn được cả quân trên trời và quân dưới đất (quân cao xạ, tên lửa phòng không).
Cờ có ba kiểu chơi: chơi dàn quân theo mẫu, chơi nâng cao (quân có thể bố trí theo chiến thuật riêng, giấu hoặc không cần giấu thế bố trí cho đến lúc bắt đầu cuộc chơi), chơi theo dạng cờ người trong các lễ hội.
Cờ tư lệnh kết thúc một ván có hai dạng: dạng kết thúc từng trận, trận hải chiến, không chiến, chiến tranh trên bộ hay đột kích thường kéo dài 10 đến 15 phút; dạng đấu tổng lực chỉ kết thúc khi diệt được tư lệnh đối phương, dạng này thường kéo dài 30 phút và thường vận dụng trong đấu chung kết phân thắng bại.
Cờ có tính mở, sau khi thành thạo, người chơi có thể tự do sáng tạo ra cách chơi. Tùy tính cách từng người mà có thể chơi với chiến thuật phòng ngự phản công, chơi tấn công hay chơi chính diện, chơi vu hồi, hoặc cũng có thể chơi thọc sâu đánh vào nơi hiểm yếu.

### Quy tắc đi và ăn quân
- Công binh, bộ binh, cao xạ, dân quân được đi tiến, đi lùi, đi ngang và ăn thẳng, tung hoành dọc ngang theo trục bàn cờ từng đoạn một. Được đứng tại chỗ ăn mục tiêu trên biển cách một đoạn. Đặc biệt, dân quân ngoài quy định trên còn được đi và ăn chéo 45 độ từng đoạn một.
- Xe tăng đi và ăn thẳng dọc ngang theo trục từ một đến hai đoạn. Với mục tiêu trên biển, ăn theo quy định nhưng không phải thế chỗ.
- Pháo binh mặt đất, ngoài đi và ăn thẳng dọc ngang theo trục, còn được đi và ăn chéo 45 độ, từ một đến ba đoạn; được ăn vượt qua khối chắn. Pháo được phép đứng tại chỗ bắn và ăn quân đối phương trên biển trong khoảng từ một đến ba đoạn. Khi ăn quân trên đất liền thì nhất thiết phải thế chỗ.
- Tên lửa phòng không được đi và ăn quân cả dưới mặt đất và quân trên trời, trong vành đai hỏa lực có bán kích 2 nấc. Đi và ăn thẳng được từ 1 đến 2 nấc, đi và ăn chéo 45 độ 1 nấc (trong vành đai hỏa lực).
- Máy bay đi và ăn thẳng, ăn chéo 45 độ quân đối phương từ một đến bốn đoạn. Được phép bay vượt khối chắn. Được phép dừng lại thế chỗ ở nơi ăn quân đối phương hay trở lại ngay vị trí sân bay (gọi là ném bom), để tránh bị đối phương tiêu diệt. Nhưng máy bay ăn máy bay của đối phương thì buộc phải thế chỗ.
- Tàu chiến, trên đó có cao xạ, pháo binh và tên lửa hải đối hải. Cao xạ theo nguyên tắc chung nêu trên. Khi tham chiến hợp đồng binh chủng, pháo trên tàu được đứng tại chỗ bắn và ăn các mục tiêu trên đất liền theo quy định đối với pháo binh mặt đất. Nếu pháo trên tàu ăn quân dọc bờ biển, không qua đất liền, thì phải thế chỗ. Tên lửa hải đối hải đi và ăn thẳng, ăn chéo từ một đến bốn đoạn mục tiêu trên biển và dọc bờ biển. Mục tiêu của tên lửa hải đối hải chỉ là tàu chiến và khi ăn phải thế chỗ nếu không vướng đất liền. Tàu chiến có thể đi vào đoạn sông sâu phía ngoài đoạn có ngầm cạn.
- Tư lệnh được đi theo trục dọc ngang không hạn chế, miễn là không vướng khối chắn, nhưng khi ăn quân đối phương chỉ được ăn phạm vi một đoạn. Tư lệnh không được đi chéo. Đặc biệt chỉ tư lệnh mới được vào sở chỉ huy.

### Quy tắc vượt sông
- Sông có hai đoạn ngầm mọi phương tiện, kể cả phương tiện nặng đều có thể vượt qua.
- Ngoài hai chỗ đó, còn lại là các đoạn nước sâu, chỉ xe tăng, bộ binh, dân quân , tư lệnh và công binh đi qua được. Các phương tiện nặng như cao xạ, pháo binh, tên lửa phòng không muốn cơ động qua các đoạn nước sâu thì phải được công binh cõng, chỉ được cõng từ bờ bên này sang bờ bên kia nhưng khi ăn quân đối phương bên kia sông, thì được phép qua thế chỗ luôn bất kỳ đoạn sông nào.

### Quy tắc sở chỉ huy
- Trên bàn cờ mỗi bên có 2 khu hầm tức hình lô cốt có ăng ten tạo thành sở chỉ huy của Tư lệnh.
- Quân sở chỉ huy đứng nguyên tại chỗ, chỉ là vật cản, không được đi và ăn quân đối phương.
- Tư lệnh khi cần vào ẩn nấp trong sở chỉ huy. Công binh, xe tăng, pháo binh, máy bay... khi cần có thể phá được sở chỉ huy để tiêu diệt Tư lệnh đối phương. Vật cản chỉ có tác dụng cản trở các hỏa lực bắn thẳng như xe tăng, tên lửa, không cản được hỏa lực cầu vồng như pháo binh.

### Quy tắc vùng cấm trên không
- Cao xạ tạo ra vành đai lửa hình tròn nhỏ trên không có bán kính bằng một đoạn thẳng.
- Tên lửa phòng không tạo ra vành đai lửa hình tròn to trên không có bán kính bằng hai đoạn thẳng.
- Dải hỏa lực phòng không của mỗi bên tạo ra do vành đai lửa của quân tên lửa phòng không, vành đai lửa của 2 quân cao xạ nhỏ trên mặt đất, và 2 cao xạ trên tàu chiến.
- Máy bay sơ ý bay qua vành đai hỏa lực cao xạ và tên lửa phòng không của đối phương lập tức bị cháy. Nếu mục tiêu của máy bay chủ đích tiêu diệt trận địa cao xạ và tên lửa phòng không đối phương hoặc bất cứ mục tiêu nào trong vành đai hỏa lực phòng không thì cả hai đều bị tiêu diệt, tức là một đổi một.

### Quy tắc với quân Tư lệnh
- Sở chỉ huy trong trò chơi cờ tư lệnh không phải là cung cấm, Tư lệnh trên bàn cờ sát cánh chiến đấu cùng quân sĩ.
- Tư lệnh được đi những nước đi dài không hạn chế, kể cả sang bên kia chiến tuyến, miễn là không có vật cản trên đường, nhưng chỉ được ăn quân đối phương cách một đoạn và tuyệt đối không được đi và ăn chéo.
- Tư lệnh không được mặt đối mặt với tư lệnh đối phương. Bên nào sơ hở để lộ mặt trước thì bị tư lệnh bên kia tiêu diệt. Tư lệnh có thể ngồi trong xe tăng, máy bay để qua mặt tư lệnh đối phương.
- Khi cần thiết Tư lệnh được đi thẳng vào công sự, được lên tàu chiến ngoài biển, lên máy bay, xe tăng.

### Quy tắc hành quân thần tốc
- Ba thứ quân: tư lệnh, bộ binh và dân quân khi cần cơ động nhanh đẩy mạnh cuộc tấn công, có thể cưỡi lên xe tăng, không quân và tàu chiến.
- Không quân có thể bay tới đậu trên tàu chiến. Lúc này tàu chiến trở thành tàu sân bay.
- Khi bộ binh cơ động tới cưỡi lên lưng xe tăng, máy bay hoặc xe tăng máy bay tới đón bộ binh... phải mất một nước đi. Khi xe tăng máy bay cơ động lên tàu chiến cũng mất một nước. Nhưng khi quân xe tăng, máy bay, tàu chiến đang cõng trên lưng mà đến lượt đi tiếp, thì các quân trên lưng được phép đi và ăn theo các hướng khác nhau nghĩa là có thể chỉ một nước đi tổ hợp quân đó có thể ăn vài ba quân của đối phương.

### Quy tắc ăn quân không phải thế chỗ
- Ăn quân không phải thế chỗ nghĩa là đứng tại chỗ ăn quân. Quy tắc này xuất phát từ đặc điểm cấu trúc bàn cờ cờ tư lệnh có vùng biển.
- Pháo trên tàu chiến ăn quân trên bộ, được phép đứng tại chỗ ăn quân chỉ với mục tiêu sâu trong đất liền, với mục tiêu trên bờ biển thì phải thế chỗ.
- Các loại hỏa khí trên mặt đất ăn quân tàu chiến cũng được phép đứng tại chỗ ăn quân, không phải thế chỗ. (Chỉ khi tàu chiến ở ngoài khơi, nếu tầu chiến đứng ở trong bờ thì phải thế chỗ)
- Máy bay có thể ăn quân đối phương rồi có thể trở lại vị trí xuất phát (ném bom) nếu cảm thấy thế chỗ không an toàn.[6]

### Quy tắc quân anh hùng
- Quân nào có cơ hội trực tiếp chiếu Tư lệnh quân đối phương, buộc Tư lệnh phải chạy thì quân đó được phong quân anh hùng.
- Khoảng cách đi, ăn và điểm tính của quân anh hùng đều được cộng thêm một đoạn (10 điểm). Ví dụ: Bộ binh thường chỉ đi và ăn quân đối phương một đoạn, khi được là quân anh hùng thì được ăn quân đối phương từ một đến hai đoạn. Xe tăng thường đi và ăn quân đối phương một đến hai đoạn, xe tăng anh hùng được đi và ăn quân đối phương thêm một đoạn là ba đoạn...
- Đã là quân anh hùng thì đương nhiên được đi cả chéo 45 độ.
- Máy bay anh hùng trở thành máy bay tàng hình, tha hồ diệt cao xạ và tên lửa phòng không đối phương mà không bị cháy, không bị một đổi một.
- Bên phòng ngự, quân cuối cùng bảo vệ tư lệnh cũng được phong anh hùng và được hưởng quy định như trên, mặc dù chưa có cơ hội trực tiếp chiếu tư lệnh đối phương. Vì vậy người chơi phải hết sức tỉnh táo với những quy định này.

### Quy tắc tính điểm
Căn cứ để tính điểm dựa trên tầm đi và ăn của các quân cờ:
- Bộ binh, công binh, cao xạ, dân quân tóc dài tầm đi và ăn một đoạn thì được: 10 điểm.
- Xe tăng, tên lửa phòng không, tầm đi 2 đoạn: 20 điểm.
- Pháo binh tầm đi 3 đoạn: 30 điểm.
- Máy bay: 40 điểm.
- Tàu chiến trên có tên lửa, cao xạ và pháo binh được cộng tiêu chuẩn của ba thứ vũ khí: cao xạ 10 điểm + pháo 30 điểm + tên lửa hải đối hải 40 điểm = 80 điểm.
- Tư lệnh: 100 điểm

### Quy tắc kết thúc ván cờ

#### Kết thúc sau từng chiến trận.
- Trận hải chiến khi một bên mất cả hai tàu chiến.
- Trận không chiến khi một bên mất cả hai máy bay.
- Trận chiến tranh trên bộ khi một bên mất hết 2 quân bộ binh, 2 quân xe tăng, 2 quân pháo binh.
- Trận đột kích khi một bên mất tư lệnh.
- Cách chơi này theo quy đinh chỉ kéo dài tối đa 15 phút. Chưa đến 15 phút mà đã kết thúc chiến trận thì coi như ván cờ kết thúc, hai bên tính điểm, bên nào thắng được thưởng 100 điểm cộng thêm vào số điểm đã ăn quân đối phương. Nếu sau 15 phút không bên nào kết thúc chiến trận thì thắng thua tính theo điểm mỗi bên thu được. Trong hội thi có thể phân thắng thua từ hai đến ba ván.

#### Kết thúc bằng trận chiến tổng lực
Tức là ván cờ chỉ kết thúc khi một bên bị mất tư lệnh. Kiểu chơi này thường kéo dài tối đa 30 phút, phân thắng bại qua 2 ván đấu lượt đi và lượt về Nếu sau 30 phút không bên nào diệt được tư lệnh đối phương thì tính theo điểm. Lối chơi tổng lực thường diễn ra trong giai đoạn đấu chung kết.

### Quy tắc thi đấu
- Khi bắt đầu chơi, hai người chơi bốc thăm hoặc oẳn tù tì bên nào trúng hoặc thắng sẽ đi trước. Từ ván thứ 2 với tinh thần thượng võ bên nào thất bại được quyền đi trước.
- Riêng trận thắng tuyệt đối, tiêu diệt được tư lệnh, ngoài số điểm theo số quân ăn được còn được thưởng 100 điểm và người thắng được phong là Siêu tư lệnh.
- Quá trình chơi cờ tư lệnh, có thể rút ra cách đánh sao cho hiệu quả, ít mất quân mà vẫn giành thắng lợi. Qua một thời gian, khi đã chơi thành thạo, người chơi cờ có thể rút ra các nước chơi, các thế cờ tối ưu.
- Cờ Tư lệnh đòi hỏi người chơi giỏi nhìn toàn diện, ứng phó mau lẹ với mọi tình huống, phát huy tối đa mưu trí, sáng tạo, quyết đoán trong tổ chức lực lượng giành chiến thắng.
- Khi đã chơi thành thạo, người chơi chuyển lên chơi nâng cao. Trong cách chơi nâng cao, hai bên bí mật hoặc công khai bố trí đội hình theo ý đồ chiến thuật của mình, với thời gian trong vòng một phút. Bắt đầu chơi, căn cứ thực tế trên bàn cờ hai bên tìm cách đánh sao để giành được thắng lợi.

### Quy tắc ghi biên bản trận đấu
Quá trình thi đấu, nhiều khi cần phải ghi lại những nước cờ hay của mình và đối phương để nghiên cứu tìm ra quy luật và chiến thuật đấu hay, tìm ra nguyên nhân thắng thua.
Có thể có thư ký ghi trực tiếp trình tự quá trình các nước đi của hai bên từ đầu đến kết thúc ván cờ, để hỗ trợ cho trọng tài có được bằng chứng xác thực.
Cũng có thể tự mình nhớ và ghi lại sau khi chơi xuất thần có được nước cờ hay để tìm ra đấu pháp cho các ván cờ sau.
Một số ký hiệu đơn giản dễ nhớ có thể tận dụng:
- Ăn quân: @
- Đứng tại chỗ ăn @ có gạch chân
- Máy bay bị cháy @" (ngoặc kép nét đậm)
- Đi quân _ (gạch ngang dưới dài)
- Chiếu >
- Chiếu hết ^ (Không chỉ chiếu hết tư lệnh, mà chiếu hết cả hải chiến, không chiến...)
- Một đổi một ><
- Bị thua !!
- Phong anh hùng H K B (Ký hiệu đậm nét)
- Nước cờ hay +
- Nước cờ quá hay ++
- Nước cờ dở -
- Nước cờ quá dở --
- Cờ hòa =
- Nước cờ nghi ngờ ?
- Sai luật $

Tóm lại, luật chơi cờ tư lệnh có các điểm sáng tạo và trí tuệ là:
- Có thể ăn quân thế chỗ cũng có thể đứng tại chỗ ăn quân.
- Khi cần tăng tốc độ trận đánh các quân có thể cõng nhau mà đi.
- Quân tổ hợp một nước đi có thể ăn quân đối phương trên vài ba hướng.
- Có vòng lửa trên không và quy tắc một đổi một.
- Quân tên lửa phòng không và cao xạ ăn được cả quân mặt đất và quân trên trời.

## Phổ biến

Tác giả Nguyễn Quý Hải (đứng) đang hướng dẫn hai người lính chơi cờ tư lệnh

Cờ tư lệnh được xem là "một môn thể thao trí tuệ của Việt Nam.... Bàn cờ của Cờ Tư lệnh mang dấu ấn của địa lý thiên nhiên Việt Nam, các quân cờ thể hiện các quân binh chủng hiện đại. Với đặc điểm đó, Cờ Tư lệnh không chỉ mang dấu ấn của lịch sử chiến đấu anh hùng của dân tộc mà còn mang hơi thở của thời đại" và được chú ý "xây dựng và cổ vũ phong trào" trong giới bộ đội. Tiểu đoàn 6, trường Sĩ quan Chính trị là đơn vị thành lập Câu lạc bộ cờ Tư lệnh đầu tiên. Vào ngày 21 tháng 12 năm 2014, Bảo tàng Lịch sử Quân sự Việt Nam phối hợp cùng Liên đoàn Cờ Việt Nam tổ chức Hội thi cờ Tư lệnh cấp thành phố lần đầu tiên tại Hà Nội.
Sau khi cờ tư lệnh được Cục Bản quyền tác giả cấp chứng chỉ, cờ tư lệnh đã nhanh chóng được Rene Gralla chuyên gia cờ Quốc tế (truyền thông Cộng hòa Liên bang Đức) phỏng vấn. Bài trả lời 32 câu hỏi phỏng vấn của tác giả cờ tư lệnh đã thu hút được sự quan tâm của nguyên Tổng bí thư Đảng CSVN Lê Khả Phiêu và cộng đồng.
Với đặc điểm bàn cờ gắn với địa lý thiên nhiên, có vùng trời vùng biển; quân cờ gắn với lịch sử, với hơi thở thời đại, với cách đi và ăn quân, có thể đứng tại chỗ ăn quân, các quân lại có thế cõng nhau đi... Woscidlo Hamburg CHLB Đức và Joseph White bang Texas, Hoa Kỳ đã ghi nhận tính cách mạng của cờ tư lệnh.
Ngay từ năm đầu sách Luật chơi cờ tư lệnh và bộ quân cờ chinh thức bằng nhựa hai màu xanh đỏ đã có trên thị trường Hà Nội, thành phố Hồ Chí Minh và tại Hamburg CHLB Đức và tại Thụy Sĩ
Đến nay luật chơi cờ tư lệnh đã được phổ biến tới các trường tiểu học Mai Dịch, Hồ Tùng Mậu; các trường THCS Ban Mai, Phúc Diễn, Đại Mỗ; Trường Sĩ quan Chính trị, học viện Thanh thiếu niên, khu Trung tâm Huấn luyện quân sự quốc gia Miếu Môn và lớp tập huấn cờ tư lệnh toàn quốc tại Đà Lạt. Đã được trường trung học ở Đức, ở Thụy Sĩ giới thiệu. Có nhiều clip phổ biến luật chơi cờ trên mạng toàn cầu. Rick Ancientchess Hoa Kỳ đã dựng 10 clips trực tiếp giảng luật chơi và các bài tập về cờ tư lệnh cho cộng đồng thế giới nói tiếng Anh.
Luật chơi đã được địch ra bốn thứ tiếng: tiếng Anh, tiếng Đức, tiếng Nga, tiếng Trung. Bộ cờ tư lệnh và sách hướng dẫn đã có mặt ở Đức, Mỹ, Nga, Singapore, Úc, Trung Quốc, Thụy Sĩ...Nhiều kênh truyền hình phát thanh địa phương và quốc gia, trong nước cũng như quốc tế đã giới thiệu cờ tư lệnh của Việt Nam.
Ca khúc Em chơi cờ tư lệnh được các kỳ thủ cờ tư lệnh trẻ yêu thích. Trường THCS Ban Mai và trường THCS Phúc Diễn đã tỏ chức hội thi cấp cơ sở.
Ngày 20 tháng 2015 hội thi cờ tư lệnh khu vực mở rộng 2015 do Liên đoàn Cờ Việt Nam và Viện Bảo tàng Lịch sử QSVN phối hợp tổ chức đã diễn ra thành công tốt đẹp.